# Mittelneufnach

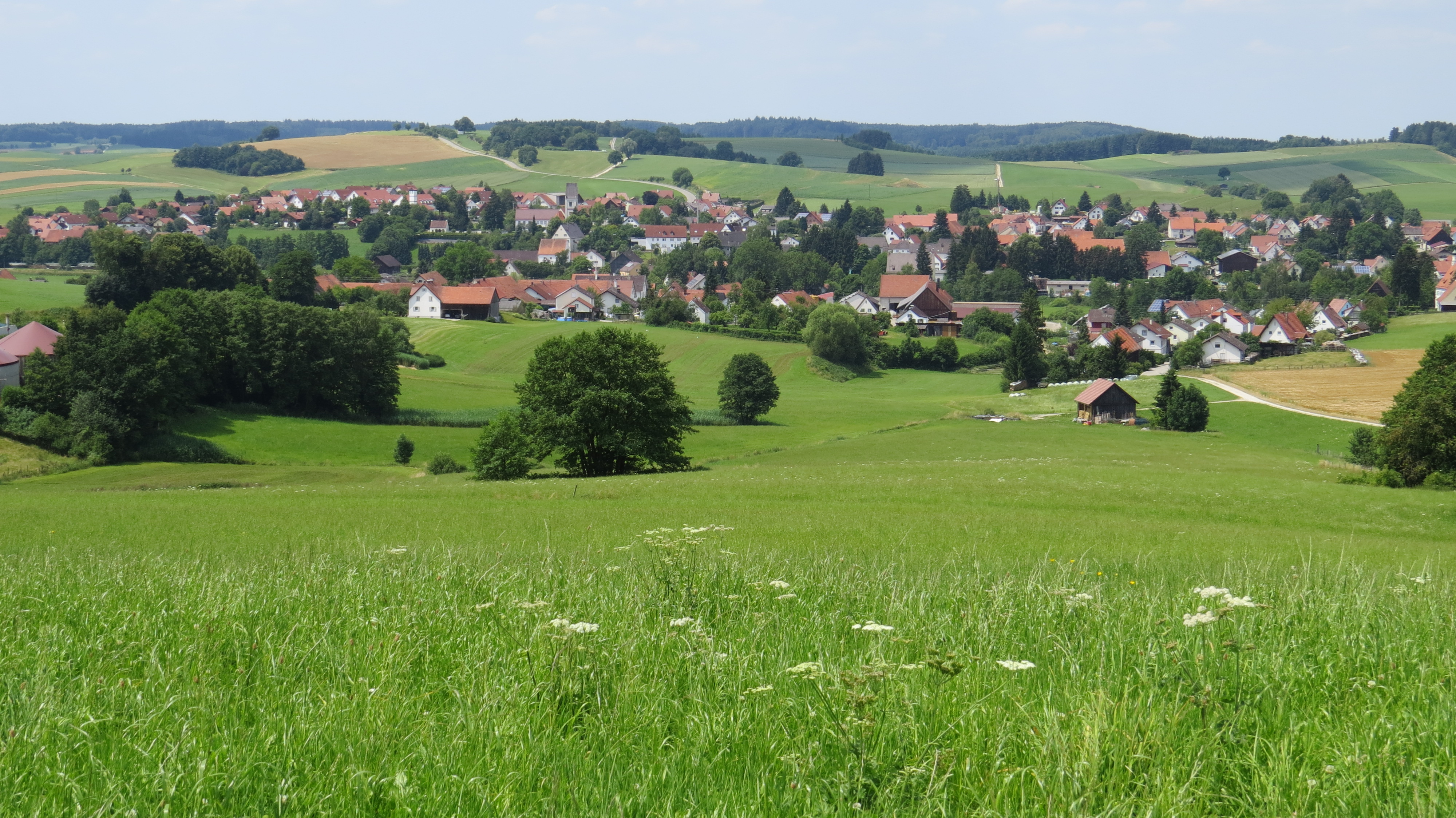
Mittelneufnach in den Stauden

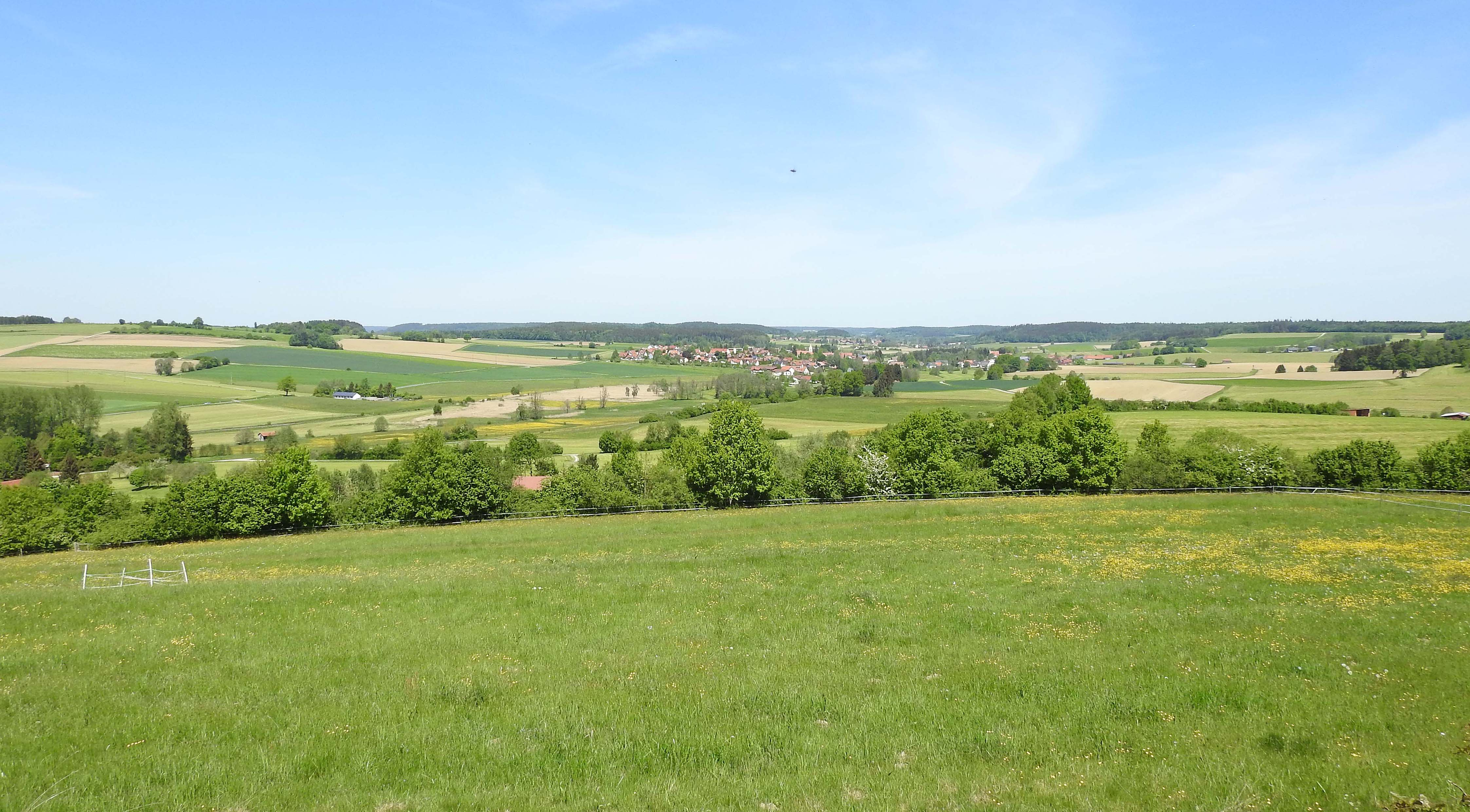
Mittelneufnach von Süden

Mittelneufnach ist eine Gemeinde im schwäbischen Landkreis Augsburg. Der gleichnamige Hauptort ist Sitz der Gemeindeverwaltung und liegt an der Neufnach.

## Gemeindeteile
Die Gemeinde hat drei Gemeindeteile:
- Pfarrdorf Mittelneufnach
- Weiler Buchhof
- Pfarrdorf Reichertshofen

## Geschichte

### Ortsname
Erster Beleg des Siedlungsnamens ist 1309 Mitelnnifnachl. Als latinisierte Herkunftsbezeichnung begegnet 1692 Mittleiffensis Suevus. Grundwort des ursprünglichen Gewässernamens ist althochdeutsch aha ‹Wasser, Wasserlauf, Fluss›; als Bestimmungswort lässt sich germanisch *nīfo ‹Steilabsturz› erschließen, das auf den senkrechten Abbruch des Ufers zurückzuführen ist. Der Zusatz mit dem mittelhochdeutschen Adjektiv mittel ‹in der Mitte, mittler› bezieht sich auf die Lage des Dorfes und soll vom nördlich gelegenen Pfarrdorf Langenneufnach im selben Landkreis und vom Dorf Oberneufnach im Landkreis Unterallgäu unterscheiden.

### Bis zur Gemeindegründung
Seit 1410 hatte das Heilig-Geist-Spital Augsburg die Ortsherrschaft inne und war bis ins 19. Jahrhundert im Gemeindegebiet der alleinige Grundherr. Seit dem Reichsdeputationshauptschluss von 1803 gehört der Ort zu Bayern. Im Zuge der Verwaltungsreformen in Bayern entstand mit dem Gemeindeedikt von 1818 die heutige Gemeinde.

### Einwohnerentwicklung
Zwischen 1988 und 2018 wuchs die Gemeinde von 907 auf 1043 um 136 Einwohner bzw. um 15 %.

### Eingemeindungen
Im Zuge der Gebietsreform in Bayern wurde am 1. Mai 1978 die Gemeinde Reichertshofen eingegliedert.

## Politik

### Gemeinderat
Nach der letzten Kommunalwahl am 15. März 2020 hat der Gemeinderat zwölf Mitglieder, eine Frau und elf Männer, die alle zur Fraktion CSU/Freie Wähler Vereinigung gehören. In der vorausgehenden Amtszeit 2014 bis 2020 hatte ebenfalls die CSU/Freie Wähler Vereinigung die einzige Bewerberliste vorgelegt und alle zwölf Sitze erhalten. Weiteres Mitglied und Vorsitzende des Gemeinderates ist die Bürgermeisterin.

### Bürgermeisterin
Cornelia Thümmel ist seit 2014 Erste Bürgermeisterin; diese wurde am 15. März 2020 mit 63,4 % der Stimmen für weitere sechs Jahre im Amt bestätigt. Ihr Vorgänger war Franz Xaver Meitinger (CSU/FWV) (1978–2014).

### Verwaltung
Die Gemeinde ist Mitglied der Verwaltungsgemeinschaft Stauden mit Sitz in Langenneufnach.

### Wappen
| Wappen von Mittelneufnach | Blasonierung: „Gespalten von Rot und Silber; vorne ein goldenes Radkreuz, hinten ein roter Steinbockkopf.“ |
| Wappen von Mittelneufnach | |

## Kultur und Sehenswürdigkeiten

### Besinnungsweg
Im Zuge des Mittelneufnacher Flurneuordnungsverfahrens entstand unter den Beteiligten die Idee, einen „Weg der Besinnung“ einzurichten und so den Erhalt der Kulturlandschaft auf eine besondere Art zu würdigen. Daraufhin wurde unter Mitwirkung des Landschaftsarchitekten Rainer Söhmisch aus Freising mit der Umsetzung begonnen und im Oktober 2007 schließlich die Erstbegehung vorgenommen. Der Besinnungsweg besteht aus 20 Stationen und gliedert sich in zwei Abschnitte. Der westlich des Ortskerns liegende Abschnitt wird als „Weg der Gemeinschaft“ bezeichnet und ist etwa 3,6 Kilometer lang. Östlich des Ortskerns befindet sich dagegen der als „Mein persönlicher Weg“ benannte Abschnitt mit einer Länge von rund 4,2 Kilometern. Ausgangspunkt für den Weg bildet die Pfarrkirche St. Johannes Evangelist in der Ortsmitte. Anschließend passieren die Wanderer im weiteren Verlauf verschiedene Feldkreuze, Kapellen und Skulpturen, die jeweils mit Texttafeln versehen sind. Seinen Abschluss findet der Weg am Obsthain am Böcklesberg.

### Sonstiges
Der Ort Mittelneufnach war der Drehort des 1985 gedrehten Films Xaver und sein außerirdischer Freund.

## Verkehr
Der Haltepunkt Mittelneufnach liegt an der Staudenbahn (Bahnstrecke Gessertshausen–Türkheim). Die Strecke wird seit der Reaktivierung im Jahre 2003 von einzelnen Sonderzügen (SVG-Ausflugsverkehr) befahren.